# Grups socials rellevants
Un GSR (Grup Social Rellevant) és un grup d'individus que atribueix a un artefacte un mateix significat, un cert ús, una sèrie d'avantatges, problemes, objectius o funcions. No necessàriament aquests GSR es corresponen amb una institució formal, una empresa, una organització o una associació.
El primer precepte metodològic del model SCOT és determinar quins son els grups socials rellevants (GSR). La determinació d'un GSR és important per determinar si un GSR és homogeni respecte al significat que s'atribueix a l'artefacte o ha de dividir-se en grups diferents.
Els Grups Socials Rellevants no són entitats purament socials, ja que les interaccions entre els seus membres estan estructurades mitjançant marcs tecnològics que es construeixen sobre tecnologies prèviament estabilitzades.